# Инса
Инса (исп. Inzá) — город и муниципалитет на юго-западе Колумбии, на территории департамента Каука. Входит в состав Восточной провинции.

## История
Поселение, из которого позднее вырос город, было основано 1 марта 1577 года. Муниципалитет Инса был выделен в отдельную административную единицу в1907 году.

## Географическое положение

Муниципалитет Инса

Город расположен в восточной части департамента, в горной местности Центральной Кордильеры, на левом берегу реки Инса, на расстоянии приблизительно 67 километров к северо-востоку от города Попаян, административного центра департамента. Абсолютная высота — 1712 метров над уровнем моря.
Муниципалитет Инса граничит на севере и северо-востоке с территорией муниципалитета Паэс, на западе — с муниципалитетами Сильвия и Тоторо, на юго-западе — с муниципалитетом Пурасе, на юге и юго-востоке — с территорией департамента Уила. Площадь муниципалитета составляет 875,81 км².

## Население
По данным Национального административного департамента статистики Колумбии, совокупная численность населения города и муниципалитета в 2015 году составляла 30 803 человека.
Динамика численности населения муниципалитета по годам:
| 2005   | 2006   | 2007   | 2008   | 2009   | 2010   | 2011   | 2012   | 2013   | 2014   | 2015   |
| ------ | ------ | ------ | ------ | ------ | ------ | ------ | ------ | ------ | ------ | ------ |
| 26 989 | 27 339 | 27 660 | 27 992 | 28 346 | 28 711 | 29 102 | 29 512 | 29 928 | 30 360 | 30 803 |

Согласно данным переписи 2005 года мужчины составляли 51,4 % от населения Инсы, женщины — соответственно 48,5 %. В расовом отношении белые и метисы составляли 53,1 % от населения города; индейцы — 46,8 %; негры, мулаты и райсальцы — 0,1 %.
Уровень грамотности среди всего населения составлял 84,9 %.

## Экономика
Основу экономики Инсы составляет сельское хозяйство.
74,2 % от общего числа городских и муниципальных предприятий составляют предприятия торговой сферы, 18 % — предприятия сферы обслуживания, 7,9 % — промышленные предприятия.

## Транспорт
Через город проходит национальное шоссе № 26 (исп. Ruta Nacional 26).